# Verlag für moderne Kunst
Der VfmK Verlag für moderne Kunst ist ein in Wien ansässiger Kunstbuchverlag. 
Er wurde 1974 in Zirndorf von zwei Mitgliedern des Vorstands des Instituts für moderne Kunst Nürnberg gegründet, dem Unternehmer Eugen Leipold und dem Bankier Karl Gerhard Schmidt. Seit dem Tod von Eugen Leipold im Jahr 1992 führte Karl Gerhard Schmidt den Verlag allein weiter.

## Verlag
Für die inhaltliche Konzeption und die Realisierung der Publikationen waren als Institutsleiter von 1974 bis 1993 Heinz Neidel und von 1994 bis 2003 Manfred Rothenberger verantwortlich. Seit 2003 wird der Verlag auch personell eigenständig geführt, zunächst bis Ende 2008 durch Annette Scherer, danach übernahm Martina Buder diese Aufgabe.
Seit 2014 hat der Verlag seinen Hauptsitz in Wien, Verlagsleiterin ist Silvia Jaklitsch.

## Programm
Im Verlag für moderne Kunst sind bis heute rund 800 Werkverzeichnisse, Monografien, Künstlerbücher, Ausstellungskataloge sowie Themen- und Theoriebände zur zeitgenössischen Kunst erschienen. In Zusammenarbeit mit dem Institut für moderne Kunst entstehen Bücher, die den internationalen Kunstdiskurs wie auch das Werk einzelner Künstler dokumentieren und kommentierend begleiten. Ein eigenes Programmsegment bilden Originaleditionen und Vorzugsausgaben in limitierter Auflage.
Das Programm umfasst überwiegend zweisprachige Veröffentlichungen von Künstlerinnen und Künstlern wie Joseph Beuys, Louise Bourgeois, Chen Zhen, Emily Jacir, Robert Gober, Katharina Grosse, General Idea, Jochen Gerz, Tadeusz Kantor, Barbara Klemm, Lee Lozano, Marcello Morandini, Bruce Nauman, Peter Noever, Raymond Pettibon und Thomas Ruff.
Der Verlag betreut die Publikationen des Neuen Museums in Nürnberg und seit Heft 7/2004 auch die Zeitschrift sediment des Zentralarchivs des internationalen Kunsthandels.
Das Programm wird über internationale Partner weltweit vertrieben. Der Verlag ist auf den Buchmessen in Frankfurt und in Leipzig präsent.

## Auszeichnungen
- Deutscher Fotobuchpreis 2010: Olaf Unverzart, Leichtes Gepäck.